# Hausdorff-Metrik

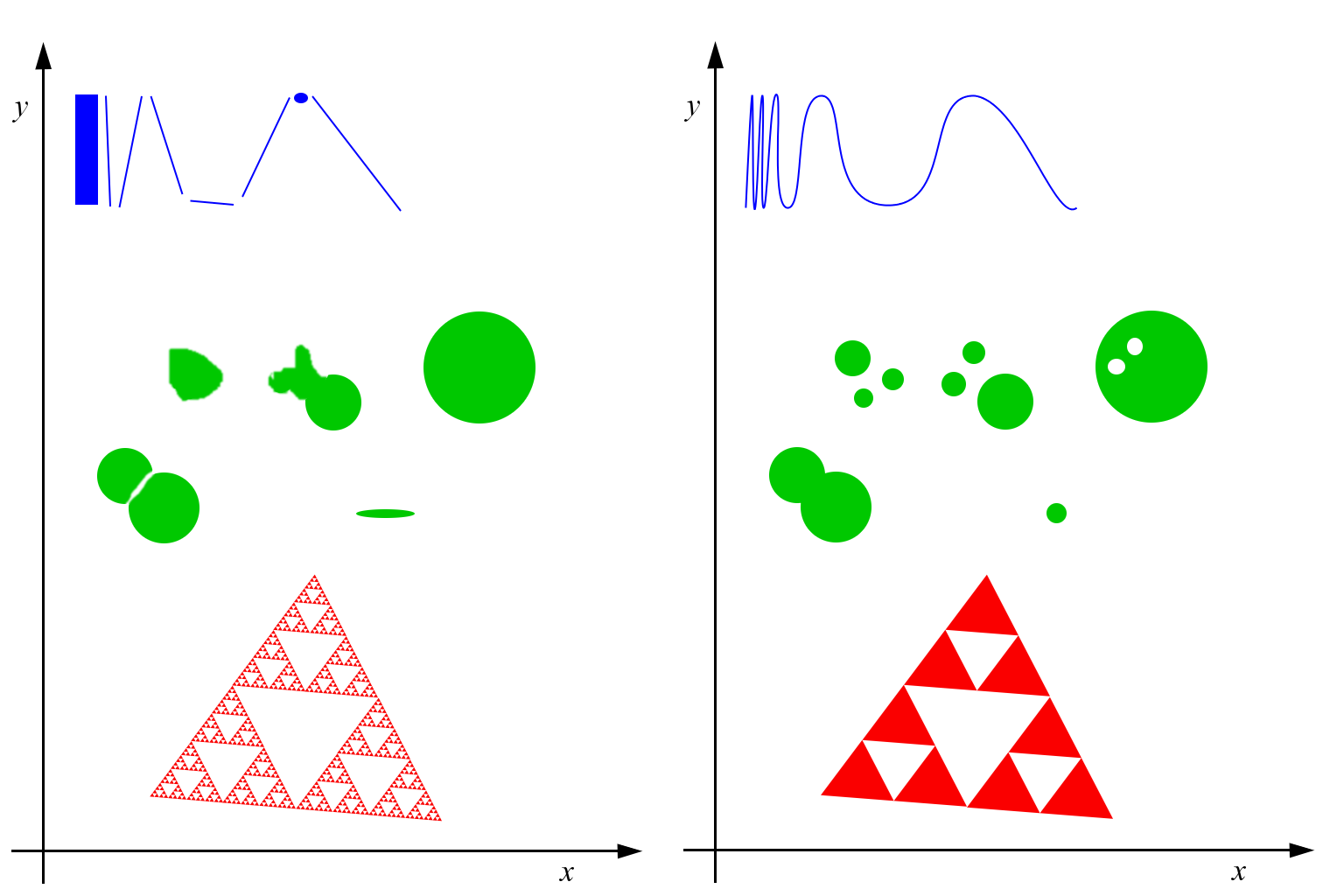
Die gefärbten Mengen links haben verhältnismäßig geringen Hausdorff-Abstand zu den entsprechenden Mengen rechts.

Die Hausdorff-Metrik, benannt nach dem Mathematiker Felix Hausdorff, misst den Abstand {\displaystyle \delta (A,B)} zwischen nichtleeren kompakten Teilmengen {\displaystyle A}, {\displaystyle B} eines metrischen Raums {\displaystyle E}.
Anschaulich haben zwei kompakte Teilmengen einen geringen Hausdorff-Abstand, wenn es zu jedem Element der einen Menge ein Element der anderen Menge gibt, zu dem dieses einen geringen Abstand hat.

## Definition
Als Hilfsmittel definiert man den Abstand {\displaystyle D} zwischen einem Punkt {\displaystyle x} und einer nichtleeren kompakten Teilmenge {\displaystyle K\subseteq E} unter Rückgriff auf die Metrik {\displaystyle d} des Raums {\displaystyle E} als
{\displaystyle D(x,K):=\min\{d(x,k)\mid k\in K\}.}
Dann definiert man den Hausdorff-Abstand zwischen zwei nichtleeren kompakten Teilmengen {\displaystyle A} und {\displaystyle B} als
{\displaystyle \delta (A,B):=\max\{\max\{D(a,B)\mid a\in A\},\max\{D(b,A)\mid b\in B\}\}.}
Man kann zeigen, dass {\displaystyle \delta } in der Tat eine Metrik auf der Menge aller kompakten Teilmengen von {\displaystyle E} ist.
Äquivalent kann man den Hausdorff-Abstand definieren als
{\displaystyle \delta (A,B)=\inf\{\epsilon \geq 0\,|\ A\subseteq B_{\epsilon }{\text{ und }}B\subseteq A_{\epsilon }\}},
wobei
{\displaystyle A_{\epsilon }:=\bigcup _{a\in A}\{z\in E\,|\ d(z,a)\leq \epsilon \}},
dies ist die Menge aller Punkte mit einem Abstand von höchstens {\displaystyle \epsilon } zur Menge {\displaystyle A}.

## Eigenschaften
- Ist der metrische Raum {\displaystyle E} vollständig, so ist auch der metrische Raum {\displaystyle \left(\left\{A~|~A\subset E{\text{ kompakt}}\right\},\delta \right)} vollständig.[2]

## Anwendungen
In der Theorie der iterierten Funktionensysteme werden Fraktale als Folgengrenzwerte im Sinne der Hausdorff-Metrik erzeugt.